# Općina Lastovo
Općina Lastovo är en stad i Kroatien.   Den ligger i länet Dubrovnik-Neretvas län, i den södra delen av landet, 300 km söder om huvudstaden Zagreb. Općina Lastovo ligger på ön Otok Lastovo.